# Lilybée

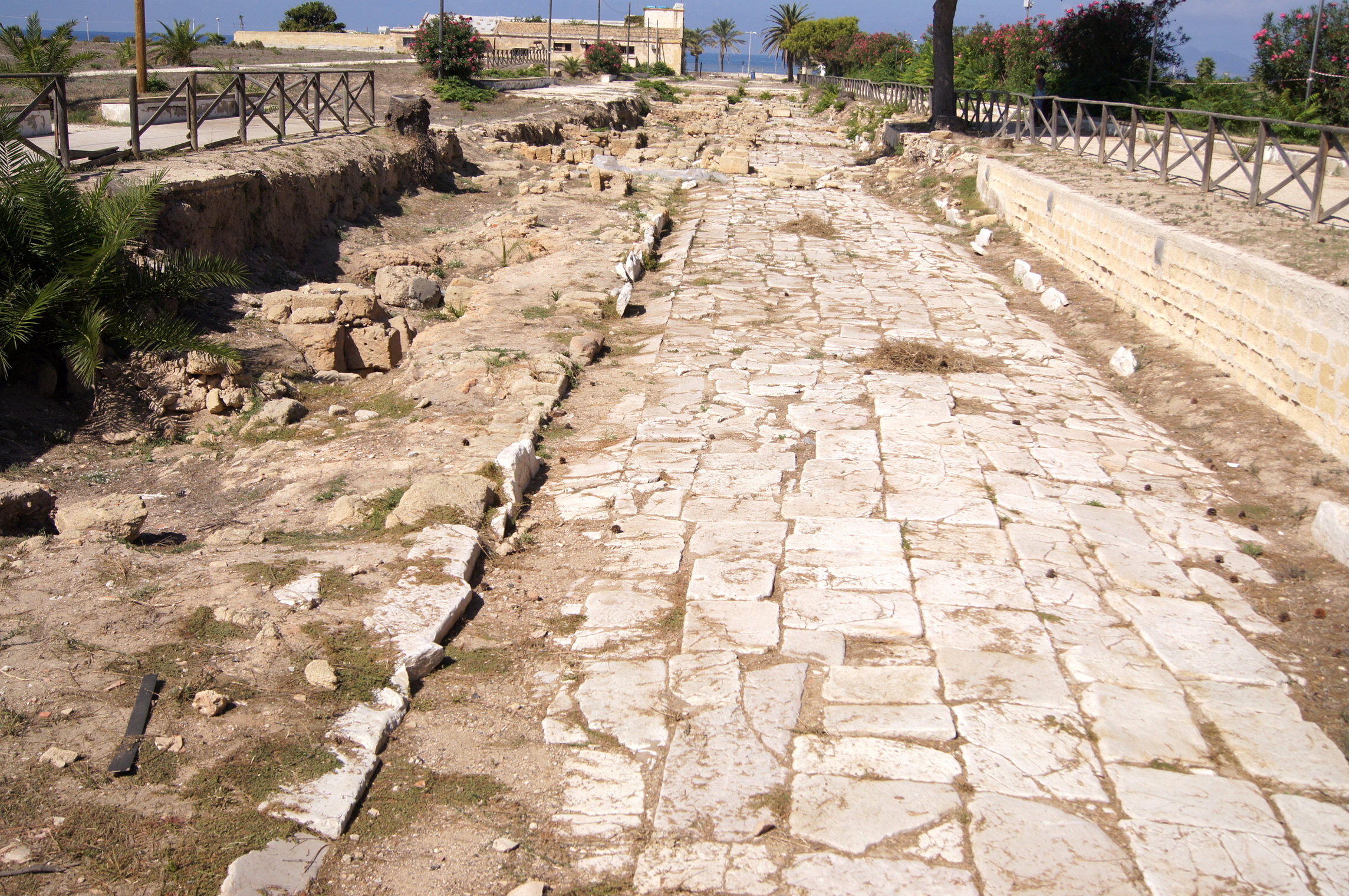

Lilybée ou Lilibeo en grec et en latin Lilybaeum était une importante base navale des Carthaginois en Sicile, c'est l'actuelle Marsala. 

## Histoire
Vers -580, Pentathlos échoue à fonder sur le Capo Boeo une colonie avec quelques Cnidiens et Rhodiens.
Cité élyme, puis grecque, lieu de culte d'une sibylle, elle devient une place forte carthaginoise après la destruction de Motyé en -397. Grâce à sa position naturelle et à ses fortifications, elle résiste à Denys l'Ancien et à Pyrrhus en 278 av. J.-C.  Malgré ses tentatives au pied des murailles pour les affaiblir, le roi d'Épire ne parvient pas à faire tomber la cité, qui resta aux mains des Carthaginois. C'est de là que démarra leur reconquête de la Sicile après la mort de celui-ci.
Pendant la première guerre punique, en 250 av. J.-C., la place forte et le port, tenus par les Carthaginois sous les ordres de Himilcón, font l'objet d'un siège et d'un blocus par 220 vaisseaux romains ; mais la ville reste imprenable et le blocus du port est inefficace à cause de l'habileté d'un marin carthaginois, Hannibal le Rhodien, qui ravitaille la cité. Après leur défaite navale de Drépane, en 249 av. J.-C., les Romains doivent renoncer au blocus de Lilybée, qui reste entre les mains des Carthaginois jusqu'à la victoire romaine des îles Égades en 241 av. J.-C..
Les Vandales de Genséric prennent Lilybée en 440 et en font une base maritime connectée à Carthage jusqu'à ce qu'Odoacre les en chasse en 476. Nouveau maître de la Sicile, le roi ostrogoth Théodoric cède la cité vers l'an 500 à sa sœur Amalafrida lors du mariage de celle-ci avec le roi vandale Thrasamund. 
Prise par le général Bélisaire en 535, elle devient la possession de l'Empire byzantin avant de tomber aux mains des Arabes, nouveaux maîtres de la Sicile, au IXe siècle.